# Cophixalus daymani
Cophixalus daymani är en groddjursart som beskrevs av Richard G. Zweifel 1956. Cophixalus daymani ingår i släktet Cophixalus och familjen Microhylidae. IUCN kategoriserar arten globalt som otillräckligt studerad. Inga underarter finns listade i Catalogue of Life.